# Ga Dongam
Ga Dongam là ga trên Tàu điện ngầm Seoul tuyến 1 và Tuyến Gyeongin.

## Bố trí ga
| ↑ Baegun  | ↑ Bupyeong | Baegun ↓  |
| １        | \| ３      |           |
| ↑ Ganseok | Juan ↓     | Ganseok ↓ |

| １ | ● Tuyến 1 | Địa phương | ← Hướng đi Uijeongbu · Dongducheon · Yeoncheon      |
| ２ | ● Tuyến 1 | Tốc hành   | ← Hướng đi Bupyeong · Guro · Yongsan                |
| ３ | ● Tuyến 1 | Tốc hành   | → Hướng đi Juan · Jemulpo · Dongincheon →           |
| ４ | ● Tuyến 1 | Địa phương | → Hướng đi Juan · Jemulpo · Dongincheon · Incheon → |